# Ummidia glabra
Ummidia glabra là một loài nhện trong họ Ctenizidae. U. glabra được miêu tả năm 1871 bởi Carl Ludwig Doleschall.